# بوب كول
بوب كول (27 نوفمبر 1938 في المملكة المتحدة - ) (بالإنجليزية: Bob Cole)‏ هو لاعب كريكت بريطاني. لعب مع نادي مقاطعة دورهام للكريكت ‏.

## وصلات خارجية
- بوب كول على موقع إي آس بي آن كريك إنفو (الإنجليزية)